# Perote
Perote là một đô thị thuộc bang Veracruz, México. Năm 2005, dân số của đô thị này là 61272 người.